# Pick Withers
David „Pick” Withers (ur. 4 kwietnia 1948 w Leicesterze) – brytyjski perkusista, były członek znanej grupy rockowej Dire Straits.

## Życiorys
Withers był pierwszym perkusistą Dire Straits i nagrał z tym zespołem 4 albumy. Zrezygnował po zakończeniu prac nad Love Over Gold, by móc poświęcić więcej czasu rodzinie, a także zająć się muzyką jazzową.